# Douglas Joel Futuyma
Douglas Joel Futuyma (Nova Iorque, 24 de abril de 1942) é um biólogo estadunidense.

## Biografia e pesquisas
Futuyma graduou-se como bacharel em ciência pela Universidade Cornell, e teve seu mestrado e Ph.D. pela University of Michigan. Suas pesquisas são focalizadas na interação entre os insetos que se alimentam de vegetais e as plantas. Foi professor nesta última Universidade, em Ann Arbor, de Ecologia e Biologia evolutiva, e depois professor com distinção da Universidade de Stony Brook de Ecologia e Evolução. 
Escreveu obras de ensino largamente utilizadas, como Evolutionary Biology e Science on Trial: The Case for Evolution, uma introdução para a controvérsia entre as idéias criacionistas e evolucionistas. Seu mais recente trabalho, Evolution, foi inicialmente publicado em 2005 como uma obra introdutória para universitários. 
Futuyma foi presidente da Sociedade para o Estudo da Evolução (Society for the Study of Evolution) e da Sociedade Americana de Naturalistas (American Society of Naturalists). Foi editor das publicações Evolution e Annual Review of Ecology and Systematics. 
Recebeu o Prêmio Sewall Wright da Sociedade dos Naturalistas dos Estados Unidos, e ainda o Guggenheim Fellow, e ainda o Fulbright Fellow, na Austrália. Membro da Academia Nacional de Ciências dos Estados Unidos, eleito em 25 de abril de 2006.

### Livros
- Futuyma, D.J. 1979. Evolutionary Biology. 1st ed. Sinauer Associates, Sunderland, Massachusetts. ISBN 0-87893-199-6
- Futuyma, D.J. 1983. Science on Trial: the Case for Evolution. 1st ed. Pantheon Books, New York. ISBN 0-394-52371-7
- Futuyma, D.J. & M. Slatkin, eds. 1983. Coevolution. Sinauer Associates, Sunderland, Massachusetts. ISBN 0-87893-228-3
- Futuyma, D.J. 1986. Evolutionary Biology. 2nd ed. Sinauer Associates, Sunderland, Massachusetts. ISBN 0-87893-188-0
- Futuyma, D.J. 1995. Science on Trial: the Case for Evolution. 2nd ed. Sinauer Associates, Sunderland, Massachusetts. ISBN 0-87893-184-8
- Futuyma, D.J. 1998. Evolutionary Biology. 3rd ed. Sinauer Associates, Sunderland, Massachusetts. (dated 1998, published 1997) ISBN 0-87893-189-9
- Futuyma, D.J. 2005. Evolution. Sinauer Associates, Sunderland, Massachusetts. ISBN 0-87893-187-2
- Futuyma, D.J Annual Review of Ecology and Systematics: (Annual Review of Ecology, Evolution, and Systematics) in  1992, 2000, 2001, 2002,  2003,  2004,  2005,  2006, and  2007.

### Artigos
- 1984: com S. J. Risch "Sexual orientation, sociobiology, and evolution" (Journal of Homosexuality, 9, 157-168)
- 1996: com C. Mitter. "Insect-plant interactions: The evolution of component communities" (Philosophical Transactions of the Royal Society London B 351:1361–1366)
- 1995: "The uses of evolutionary biology" (Science 267: 41–42)
- 1995: com M.C. Keese and D.J. Funk. "Genetic constraints on macroevolution: The evolution of host affiliation in the leaf beetle genus Ophraella" (Evolution 49:797–809)
- 1992: com M. C. Keese. "Evolution and coevolution of plants and phytophagous arthropods" (in G.A. Rosenthal and M.R. Berenbaum (eds) Herbivores: Their Interactions with Secondary Plant Metabolites (2nd ed.) Academic Press, NY. pp 439–475)
- 1987: "On the role of species in anagenesis" (Amer. Natur. 130: 465–473)